# Stanisław Stefańczyk
Stanisław Stefańczyk, ps. „Jabłoń” (ur. 19 maja 1905 w Boczkowicach, zm. 1972) – polski rolnik i polityk, poseł na Sejm PRL IV kadencji.

## Życiorys
Uzyskał wykształcenie zasadnicze zawodowe, z zawodu rolnik. W 1936 objął funkcję prezesa gminnych struktur Stronnictwa Ludowego, zakładał po wsiach koła Związku Młodzieży Wiejskiej RP „Wici”. Podczas okupacji niemieckiej we własnym gospodarstwie ukrywał partyzantów Armii Ludowej i Batalionów Chłopskich. Organizował także placówki BCh na obszarze powiatu włoszczowskiego. Na terenach gminy Radków należał do trójki politycznej BCh (nosił pseudonim „Jabłoń”). Od 1945 zasiadał w Powiatowej Radzie Narodowej we Włoszczowie. Od 1949 należał do Zjednoczonego Stronnictwa Ludowego, gdzie był m.in. przez kilka lat był prezesem Powiatowego Komitetu. Organizował kółko rolnicze, w którym pełnił funkcję prezesa. Był działaczem Frontu Jedności Narodu, jak również wiceprezesem Rady Nadzorczej Okręgu Centrali Spółdzielni Ogrodniczej w Kielcach. W 1965 uzyskał mandat posła na Sejm PRL w okręgu Kielce, zasiadał w Komisji Przemysłu Lekkiego, Rzemiosła i Spółdzielczości Pracy.

## Odznaczenia
- Srebrny Krzyż Zasługi
- Odznaka 1000-lecia Państwa Polskiego